# Paweł (Cimafiejenkau)
Paweł, imię świeckie Aleh Pauławicz Cimafiejenkau, w brzmieniu rosyjskim Oleg Pawłowicz Timofiejenkow (ur. 31 marca 1963 w Mohylewie) – białoruski biskup prawosławny.

## Życiorys
Pochodzi z rodziny robotniczej. W rodzinnym Mohylewie uzyskał wykształcenie średnie oraz zawodowe (w dziedzinie budownictwa). W latach 1982–1983 odbył zasadniczą służbę wojskową, następnie od 1988 do 1991 był słuchaczem szkoły kultury im. Nadieżdy Krupskiej w Mohylewie. Trzy lata później wstąpił do seminarium duchownego w Mińsku, które ukończył w 1998. Jako słuchacz seminarium, 4 lipca 1997, złożył wieczyste śluby mnisze przed biskupem nowogródzkim i lidzkim Guriaszem, przyjmując imię zakonne Paweł na cześć św. Apostoła Pawła. Na hierodiakona został wyświęcony 12 lipca tego samego roku. Podczas nauki w seminarium był równocześnie wykładowcą w niższych klasach i asystentem inspektora, następnie starszym asystentem inspektora. W 1998, po ukończeniu seminarium, podjął wyższe studia teologiczne na Mińskiej Akademii Duchownej, uzyskując stopień kandydata nauk teologicznych. 20 czerwca 1999 metropolita miński i słucki Filaret udzielił mu święceń kapłańskich. Od 1999 do 2000 hieromnich Paweł kierował szkołą regentów chórów cerkiewnych przy Mińskiej Akademii Duchownej.
W 2005 powierzono mu obowiązki kierownika studiów zaocznych w seminarium i Akademii Duchownej w Mińsku, zaś w 2006 otrzymał godność ihumena. Dwa lata później został inspektorem obydwu mińskich szkół teologicznych, natomiast w 2012 nadano mu godność archimandryty.
Nominację biskupią otrzymał na posiedzeniu Świętego Synodu Rosyjskiego Kościoła Prawosławnego 23 października 2014. Jego chirotonia biskupia odbyła się 2 grudnia 2014 w soborze Chrystusa Zbawiciela w Moskwie pod przewodnictwem patriarchy moskiewskiego i całej Rusi Cyryla.